# 3 (groupe américain)
Ne doit pas être confondu avec 3 (groupe britannique).
Pour les articles homonymes, voir 3 (homonymie).
3, également nommé Three, est un groupe de rock américain, originaire de Woodstock (New York), formé au début des années 1990.

## Biographie
Le groupe est formé en 1994 avec trois membres : Joey Eppard à la guitare et au chant, Josh Eppard à la batterie, et Chris Bittner à la basse. Ils sont repérés par Universal Records après le succès de leur performance au festival Woodstock en 1994, puis signent finalement en 1998, mais par suite de leur relation instable, ils n'ont que très peu de chance d'y enregistrer un album. Finalement, ils décident d'en enregistrer un chez Planet Noise Records, un petit label indépendant, où ils seront en contrat jusqu'en 2005, date à laquelle ils signent avec Metal Blade, label qui commercialisera de nouveau l'album Wake Pig fin 2005. Leur carrière est marquée par de nombreux changements dans le line-up, plus notamment le départ de Josh Eppard qui se joindra à Coheed and Cambria ; les deux groupes participaient ensemble aux tournées. Le groupe part en tournée à de nombreuses reprises, et leurs musiques ont été diffusées sur de nombreuses radios locales aux États-Unis. Joey Eppard commence sa carrière solo et fait paraître son propre album, Been to the Future, en 2002.
Concernant le nom du groupe, dans une entrevue avec Rock Something, Joey Eppard explique que les membres et lui-même voulaient le changer, mais ont toujours décidé de garder le nom de 3. Dans la même entrevue, Joey Eppard explique sa « fascination » pour ce chiffre : « il s'agit d'une référence à notre perception de la réalité en 3 aspects. Par exemple, on vit dans un univers en trois dimensions, sur trois planètes, et on fait l'expérience du passé, du présent et du futur, sous une forme composée par la pensée, du corps et de l'esprit. »
Le vidéoclip du titre All That Remains est classé 16e dans le MTV2's Headbanger's Ball. Il a été réalisé, tournée et animé par David Brodsky. Le groupe participe également à la tournée Progressive Nation '08 aux côtés de Dream Theater, Opeth, et Between the Buried and Me. Leur cinquième album studio, Revisions, une compilation composée de pistes jamais parues est commercialisée le 27 octobre 2009. À cette période, ils prévoyaient un dernier album chez Metal Blade Records. Ils ont déjà composé quelques pistes dont One with the Sun et You are the Alien à leur tournée en live fin 2008. Le groupe devait commercialiser son album via Roadrunner Records, mais ont finalement rejeté avant même que l'enregistrement ne débute. Ils signent dès lors à nouveau chez Metal Blade Records et commercialisent leur sixième album studio, intitulé The Ghost You Gave to Me le 11 octobre 2011.

## Membres

### Membres actuels
- Joey Eppard – chant, guitare électrique et acoustique (depuis 1994)
- Billy Riker – guitare, effets sonores (depuis 1999)
- Chris « Gartdrumm » Gartmann – batterie, chant secondaire (depuis 1999)
- Daniel Grimsland – basse, chant secondaire (depuis 2004)

### Anciens membres
- Josh Eppard – batterie, percussion, chant secondaire (1994–1999)
- Chris Bittner – basse (1994–2003)
- Jason Foster – guitare (1999)
- Joe Cuchelo – basse (2002–2003)
- Joe Stote – clavier, percussion (2003–2008)

## Discographie

### Sampler
- Wake Pig sampler (2005[10],[11])

### Albums studio
- Paint by Number (1999, Planet Noise Records)
- Summercamp Nightmare (2003, Planet Noise Records)
- Wake Pig (2004, Planet Noise Records / 2005, Metal Blade Records)
- The End Is Begun (2007, Metal Blade Records)
- Revisions (2009, Metal Blade Records)[12]
- The Ghost You Gave to Me (2011, Metal Blade Records)[13]

### Albums live
- Half Life (2002, Planet Noise Records)

### EPs
- These Iron Bones (2007, exclusivement via iTunes)

### Compilations
- Where Woodstock Lives (1994, Tinker Street)
- Metal Massacre Vol. 13 (2006, Metal Blade)